# Послідовний статистичний критерій
Послідовний статистичний критерій - послідовна статистична процедура, що використовується для перевірки статистичних гіпотез в послідовному аналізі.
Нехай спостереженню в статистичному експерименті доступна випадкова величина {\displaystyle \displaystyle X} з невідомим (повністю або частково) розподілом {\displaystyle \mathbb {P} } (формально, в математичній нотації, {\displaystyle X:\Omega \mapsto \mathbb {R} }, де імовірнісний простір {\displaystyle \Omega } забезпечений {\displaystyle \sigma }-алгеброю подій, {\displaystyle {\mathcal {F}}}, і {\displaystyle \displaystyle X} вимірна відносно борелевої {\displaystyle \sigma }-алгебри).
Нехай перевіряється нульова гіпотеза {\displaystyle H_{0}:\,\mathbb {P} \in {\mathcal {P}}_{0}} 
проти альтернативи {\displaystyle H_{1}:\,\mathbb {P} \in {\mathcal {P}}_{1}}.
При кожному етапі {\displaystyle i\geq 1} статистичного експерименту, незалежно від інших етапів, спостерігається випадкова величина {\displaystyle \displaystyle X_{i}} — копія {\displaystyle \displaystyle X}, до тих пір поки {\displaystyle i\leq \nu }, де {\displaystyle \displaystyle \nu } —  деяких (випадковий) момент зупинки. Послідовний статистичний критерій - це пара {\displaystyle (\nu ,\delta )}, де {\displaystyle \displaystyle \delta } — будь-яка функція від {\displaystyle (X_{1},\dots ,X_{\nu })}, що приймає значення 0 або 1 (рішення, відповідно, на користь нульової {\displaystyle H_{0}} або альтернативної {\displaystyle H_{1}} гіпотези).
Цьому визначенню може бути наданий формальний сенс за допомогою поняття моменту зупинки відносно послідовності {\displaystyle \sigma }-алгебр {\displaystyle {\mathcal {F}}_{n}=\sigma (X_{1},X_{2},\dots X_{n})}, що породжені випадковими величинами {\displaystyle X_{1},X_{2},\dots X_{n}}, {\displaystyle n=1,2,\dots }. Тоді вирішуюча функція {\displaystyle \displaystyle \delta } повинна бути вимірною відносно {\displaystyle \sigma }-алгебри {\displaystyle {\mathcal {F}}_{\nu }} подій, що передують моменту {\displaystyle \nu }: {\displaystyle {\mathcal {F}}_{\nu }=\{A\in {\mathcal {F}}:A\cap \{\nu \leq n\}\in {\mathcal {F}}_{n}\}}.
Функція потужності критерію {\displaystyle (\nu ,\delta )}  в "точці" {\displaystyle \mathbb {P} } визначається як {\displaystyle \beta (\mathbb {P} ;\nu ,\delta )=\mathbb {P} (\delta =1)}. Якщо {\displaystyle \mathbb {P} \in {\mathcal {P}}_{0}}, то {\displaystyle \beta (\mathbb {P} ;\nu ,\delta )} називається ймовірністю похибки першого роду (ймовірність відкинути нульову гіпотезу, коли вона вірна). Якщо {\displaystyle \mathbb {P} \in {\mathcal {P}}_{1}},  то {\displaystyle \mathbb {P} (\delta =0)} називається ймовірністю похибки другого роду (ймовірність приняти нульову гіпотезу, коли вона не вірна)

## Рандомізовані послідовні критерії
Рандомізований послідовний критерій перевірки гіпотез може бути визначений як пара {\displaystyle \displaystyle (\psi ,\phi )}, де {\displaystyle \psi =(\psi _{1},\psi _{2},\dots ,)},
{\displaystyle \phi =(\phi _{1},\phi _{2},\dots ,)}, і {\displaystyle \psi _{n}=\psi _{n}(X_{1},\dots ,X_{n})}, {\displaystyle \phi _{n}=\phi _{n}(X_{1},\dots ,X_{n})} - (вимірні) функції, що приймають значення між 0 і 1, {\displaystyle n=1,2,\dots }. На кожному етапі {\displaystyle n\geq 1} (якщо експеримент до нього дійшов) {\displaystyle \psi _{n}(X_{1},\dots ,X_{n})} інтерпретується як ймовірність зупинитися на цьому етапі, без проведення подальших спостережень, а  {\displaystyle \phi _{n}(X_{1},\dots ,X_{n})} - як ймовірність відкинути нульову гіпотезу, якщо зупинка на цьому етапі відбулася.
{\displaystyle \psi =(\psi _{1},\psi _{2},\dots ,)} називається рандомізованим правилом зупинки, а {\displaystyle \phi =(\phi _{1},\phi _{2},\dots ,)} - рандомізованим правилом ухвалення рішення.
Якщо всі {\displaystyle \displaystyle \psi _{n}} набувають тільки значень 0 (продовження спостережень) і 1 (зупинка), то правило зупинки {\displaystyle \displaystyle \psi } визначає (нерандомізований) момент зупинки {\displaystyle \nu =\min\{n:\psi _{n}(X_{1},\dots ,X_{n})=1\}}. Аналогічно, якщо всі {\displaystyle \displaystyle \phi _{n}} набувають тільки значень 0 (прийняття нульової гіпотези) і 1 (відкидання нульової гіпотези), то правило ухвалення рішення {\displaystyle \displaystyle \phi } визначає (нерандомізовану) вирішуючу функцію: {\displaystyle \displaystyle \delta =\phi _{n}}, якщо {\displaystyle \displaystyle \psi _{n}=1}.
Функція потужності критерію {\displaystyle (\psi ,\phi )} в "точці" {\displaystyle \mathbb {P} } визначається як {\displaystyle \beta (\mathbb {P} ;\psi ,\phi )=\sum _{i=1}^{\infty }\mathbb {E} (1-\psi _{1})\dots (1-\psi _{i-1})\psi _{i}\phi _{i}}, де {\displaystyle \mathbb {E} } - математичне сподівання відносно {\displaystyle \mathbb {P} }. Якщо {\displaystyle \mathbb {P} \in {\mathcal {P}}_{0}}, то {\displaystyle \beta (\mathbb {P} ;\psi ,\phi )} - ймовірність похибки першого роду. Якщо {\displaystyle \mathbb {P} \in {\mathcal {P}}_{1}}, то ймовірність похибки другого роду рівна {\displaystyle \mathbb {P} (\nu <\infty )-\beta (\mathbb {P} ;\psi ,\phi )}, де {\displaystyle \mathbb {P} (\nu <\infty )=\sum _{i=1}^{\infty }\mathbb {E} (1-\psi _{1})\dots (1-\psi _{i-1})\psi _{i}}.
Відповідно, середній об'єм вибірки при використанні правила зупинки {\displaystyle \psi } визначається як {\displaystyle E\nu =\sum _{i=1}^{\infty }i\mathbb {E} (1-\psi _{1})\dots (1-\psi _{i-1})\psi _{i}}, якщо {\displaystyle \mathbb {P} (\nu <\infty )=1} (в іншому випадку {\displaystyle E\nu =\infty }).